# Deutschland sucht den Superstar/Staffel 1
Die erste Staffel der deutschen Gesangs-Castingshow Deutschland sucht den Superstar wurde vom 9. November 2002 bis zum 8. März 2003 im Programm des Fernsehsenders RTL ausgestrahlt.
Moderiert wurde die erste Staffel von Michelle Hunziker und Carsten Spengemann. Die Jury bestand aus dem Produzenten, Komponisten und Sänger Dieter Bohlen, dem Radiomoderator Thomas Bug, der Musikjournalistin Shona Fraser und Thomas M. Stein von BMG-Ariola. Das Magazin wurde von Peer Kusmagk und Tamara Gräfin von Nayhauß moderiert.
Die Finalshow der ersten deutschen Staffel am 8. März 2003 erreichte (bei Spitzenwerten bis zu 15,01 Millionen) eine durchschnittliche Einschaltquote von 12,8 Millionen Zuschauern.
Auch die Vermarktung der Nachwuchs-Sänger nach dem Ende der Staffel war anfangs erfolgreich. Alle fünf Erstplatzierten der ersten Staffel erreichten 2003 in den deutschen Singlecharts Plätze in den Top 10, Alexander Klaws und Daniel Küblböck erreichten sogar Platz 1. Die von allen Teilnehmern der ersten Staffel gesungene Single We Have a Dream war vom 13. Januar bis zum 17. Februar 2003 die meistverkaufte Single in Deutschland. Später brachte auch das Album United u. a. wegen der Produktion von Deutschland sucht den Superstar wieder Gewinne.
Im TV wurden über vier Wochen die Castings aus Köln und Hamburg gezeigt. Nach den Castings folgten insgesamt neun Shows, die jeweils einem bestimmten Motto unterstanden. Nach jeder dieser Shows schied einer der Kandidaten aus.
In den ersten beiden Mottoshows (Mein Superstar und Love Songs) lag, wie RTL nach dem Ende der Staffel bekannt gab, Judith Lefeber mit deutlichem Vorsprung vor Daniel Küblböck. Der spätere Sieger Alexander Klaws begann als Viertplatzierter und fiel in der zweiten Show sogar auf den fünften Platz zurück. Lefeber entschied sich jedoch nach zwei Sendungen, nicht weiter am Wettbewerb teilzunehmen. Ihre Stelle nahm die bereits im Vorfeld ausgeschiedene Nicole Süßmilch ein. Die dritte Mottoshow (Hits 2002) entschied Küblböck für sich (vor Juliette Schoppmann). Und die vierte Mottoshow (Musical) entschied Gracia Baur für sich (vor Küblböck), während Schoppmann in dieser Kategorie, die sie vorher beruflich ausgeübt hatte, Vorletzte wurde. In der fünften und sechsten Mottoshow (Hits der 80er-Jahre und Big Band) lag Küblböck vor Klaws. In den letzten drei Shows (Disco, Filmmusik und Finale) führte Klaws vor Schoppmann. Mit 70,2 Prozent zu 29,8 Prozent der Stimmen entschied Klaws das Finale für sich.

## Kandidaten der Mottoshows

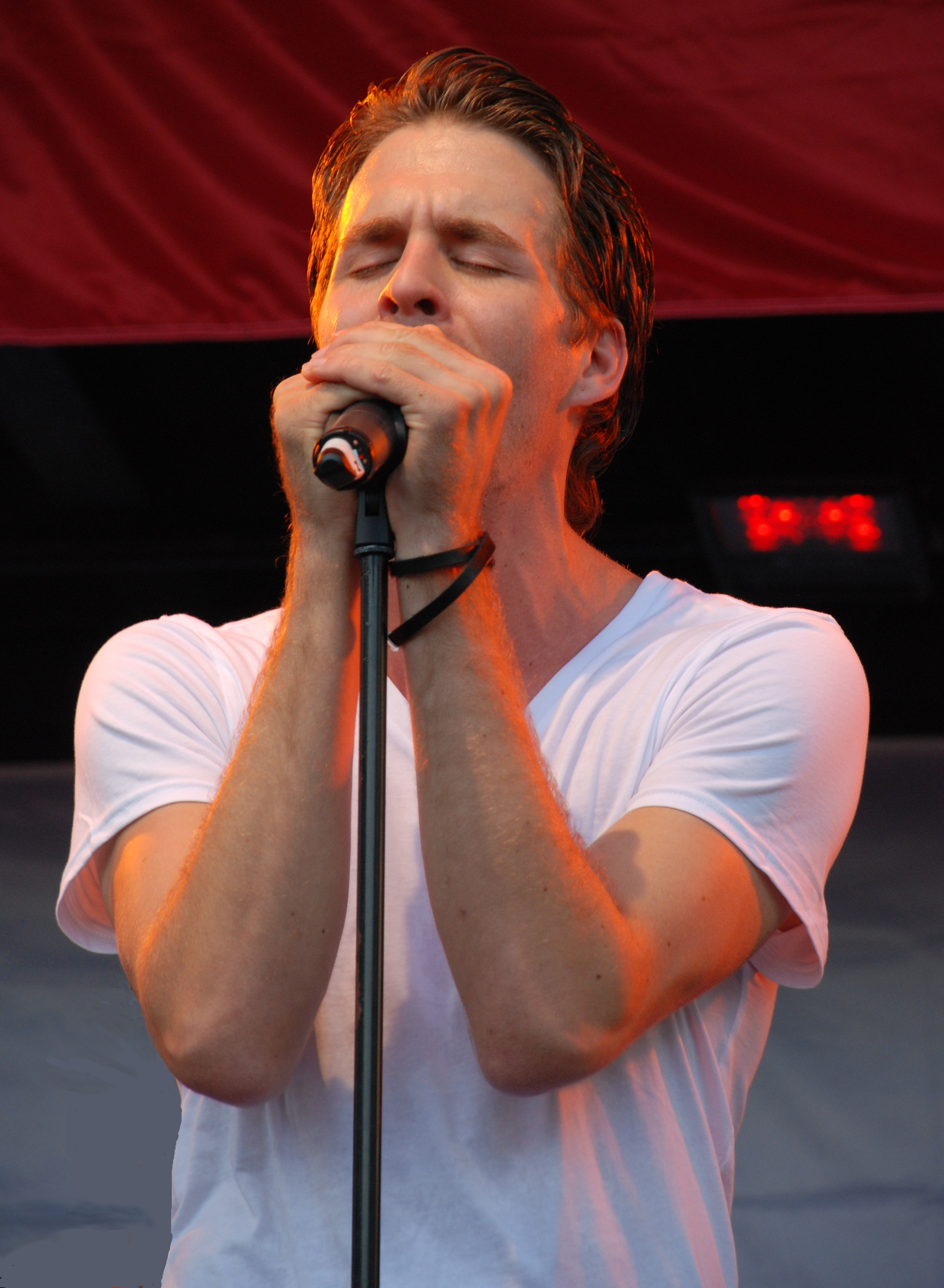
Alexander Klaws, Sieger der ersten Staffel (September 2011)

| Platz | Kandidat                                     | Ausgeschieden am  | Motto                                                    |
| ----- | -------------------------------------------- | ----------------- | -------------------------------------------------------- |
| 1.    | Alexander Klaws                              | Gewinner          | Finale Lied nach Wahl, Staffel-Highlight und Siegertitel |
| 2.    | Juliette Schoppmann                          | 8. März 2003      | Finale Lied nach Wahl, Staffel-Highlight und Siegertitel |
| 3.    | Daniel Küblböck                              | 1. März 2003      | Filmmusik                                                |
| 4.    | Vanessa Struhler                             | 8. Februar 2003   | Disco / 70er Jahre                                       |
| 5.    | Gracia Baur                                  | 1. Februar 2003   | Big Band                                                 |
| 6.    | Nicole Süßmilch (nachgerückt für J. Lefeber) | 18. Januar 2003   | Hits der 80er Jahre                                      |
| 7.    | Daniel Lopes                                 | 11. Januar 2003   | Musical                                                  |
| 8.    | Nektarios Bamiatzis                          | 4. Januar 2003    | Hits 2002                                                |
| –     | Judith Lefeber                               | 4. Januar 2003    | freiwilliger Rücktritt                                   |
| 9.    | Andrea Josten                                | 28. Dezember 2002 | Lovesongs                                                |
| 10.   | Stephanie Brauckmeyer                        | 21. Dezember 2002 | Mein Superstar                                           |

## Casting- und Top-30-Show-Ausstrahlungen
| Show               | Datum             | Kandidaten                                                             |
| ------------------ | ----------------- | ---------------------------------------------------------------------- |
| Erstes Casting     | 9. November 2002  |                                                                        |
| Zweites Casting    | 16. November 2002 |                                                                        |
| Top-100-Recall     | 23. November 2002 |                                                                        |
| Erste Top-30-Show  | 30. November 2002 | Alexander Klaws, Judith Lefeber, Daniel Küblböck, Vanessa Struhler     |
| Zweite Top-30-Show | 7. Dezember 2002  | Nektarios Bamiatzis, Gracia Baur, Juliette Schoppmann, Nicole Süßmilch |
| Dritte Top-30-Show | 14. Dezember 2002 | Daniel Lopes, Andrea Josten, Stephanie Brauckmeyer                     |

### Einschaltquoten
Die erste Folge vom 9. November 2002 verfolgten insgesamt 3,8 Millionen, die Finalsendung knapp 13,0 Millionen Zuschauer. Anfangs lag der Marktanteil in der werberelevanten Zielgruppe bei 23,0 Prozent, verbesserte sich im weiteren Verlauf der Staffel auf etwa 70 Prozent.
Die Finalsendung am 8. März 2003 verfolgten 12,8 Millionen Zuschauer. Durchschnittlich erreichte die gesamte Staffel 7,24 Millionen Zuschauer bei 23,6 Prozent Marktanteil, dabei im Durchschnitt 4,38 Millionen der 14- bis 49-Jährigen (34,2 Prozent Marktanteil).

### Erste Top-30-Show
Die erste Top-30-Show fand am 30. November 2002 statt. Direkt in die Mottoshows gewählt wurden Alexander Klaws, Judith Lefeber und Daniel Küblböck. Die Viertplatzierte in dieser Show, Vanessa Struhler, wurde zwei Wochen später, nach der dritten Top-30-Show, als Nachrückkandidatin in die Mottoshows gewählt.
|  | Startnr. | Name              | Interpret, Lied                                 | Bemerkung                     | Platzierung |
|  | -------- | ----------------- | ----------------------------------------------- | ----------------------------- | ----------- |
|  | 01       | Claudio           | Bryan Adams – (Everything I Do) I Do It for You | ausgeschieden                 | (–)         |
|  | 02       | Jana Wall         | No Doubt – Don’t Speak                          | ausgeschieden                 | (–)         |
|  | 03       | Katrin            | Madonna – Like a Prayer                         | ausgeschieden                 | (–)         |
|  | 04       | Judith Lefeber    | Toni Braxton – Un-Break My Heart                | weiter                        | 2 (22,0 %)  |
|  | 05       | Sevacettin Yanmaz | Bosson – One in a Million                       | ausgeschieden                 | (–)         |
|  | 06       | Patrizia          | LeAnn Rimes – How Do I Live                     | ausgeschieden                 | (–)         |
|  | 07       | Patrick           | The Monkees – Daydream Believer                 | ausgeschieden                 | (–)         |
|  | 08       | Daniel Küblböck   | Kelly Osbourne – Papa Don’t Preach              | weiter                        | 3 (–)       |
|  | 09       | Vanessa Struhler  | Alicia Keys – Fallin’                           | weiter als Nachrückkandidatin | 4 (–)       |
|  | 10       | Alexander Klaws   | Robbie Williams – Angels                        | weiter                        | 1 (29,0 %)  |

### Zweite Top-30-Show
Die zweite Top-30-Show fand am 7. Dezember 2002 statt. Juliette Schoppmann, Gracia Baur und Nektarios Bamiatzis wurden direkt in die großen Mottoshows gewählt. Viertplatzierte in dieser Show war Nicole Süßmilch, die in der 4. Mottoshow für die freiwillig ausgestiegene Judith Lefeber nachrückte.
|  | Startnr. | Name                | Interpret, Lied                                         | Bemerkung     | Platzierung |
|  | -------- | ------------------- | ------------------------------------------------------- | ------------- | ----------- |
|  | 01       | Juliette Schoppmann | Whitney Houston – Saving All My Love for You            | weiter        | 1 (29,0 %)  |
|  | 02       | Robert              | The Police – Every Breath You Take                      | ausgeschieden | (–)         |
|  | 03       | Ida                 | Gloria Gaynor – I Will Survive                          | ausgeschieden | (–)         |
|  | 04       | Gracia Baur         | Sam Brown – Stop!                                       | weiter        | 2 (–)       |
|  | 05       | Sebastian           | Chris de Burgh – Lady in Red                            | ausgeschieden | (–)         |
|  | 06       | Alina Wichmann      | Elton John – Your Song                                  | ausgeschieden | (–)         |
|  | 07       | Nicole Süßmilch     | Shakira – Underneath Your Clothes                       | ausgeschieden | 4 (–)       |
|  | 08       | Aret Saroyan        | Phil Collins – Against All Odds (Take a Look at Me Now) | ausgeschieden | (–)         |
|  | 09       | Sascha              | Westlife – World of Our Own                             | ausgeschieden | (–)         |
|  | 10       | Nektarios Bamiatzis | Westlife – Flying Without Wings                         | weiter        | 3 (17,0 %)  |

### Dritte Top-30-Show
Die dritte Top-30-Show fand am 14. Dezember 2002 statt. Daniel Lopes, Stephanie Brauckmeyer und Andrea Josten bekamen die meisten Zuschauerstimmen.
|  | Startnr. | Name                  | Interpret, Lied                             | Bemerkung     | Platzierung |
|  | -------- | --------------------- | ------------------------------------------- | ------------- | ----------- |
|  | 01       | Kathrin               | Vanessa Carlton – Ordinary Day              | ausgeschieden | (–)         |
|  | 02       | Michael               | O-Town – All or Nothing                     | ausgeschieden | (–)         |
|  | 03       | Andrea Josten         | Whitney Houston – I Will Always Love You    | weiter        | 2 (31,0 %)  |
|  | 04       | Tarik Sarzep          | Boyz II Men – End of the Road               | ausgeschieden | 4 (–)       |
|  | 05       | Sharon                | Whitney Houston – My Love Is Your Love      | ausgeschieden | (–)         |
|  | 06       | Daniel S.             | George Michael – Faith                      | ausgeschieden | (–)         |
|  | 07       | Nilufar               | Ben E. King – Stand by Me                   | ausgeschieden | (–)         |
|  | 08       | Daniel Lopes          | Jon Secada – Angel                          | weiter        | 1 (35,0 %)  |
|  | 09       | Peter Goeke           | Ronan Keating – When You Say Nothing at All | ausgeschieden | (–)         |
|  | 10       | Stephanie Brauckmeyer | Alicia Keys – A Woman’s Worth               | weiter        | 3 (14,0 %)  |

## Mottoshows und Resultate
| Grafische Darstellung der Platzierungen |
| --- |
| |
| Anmerkung: Judith Lefeber trat in Mottoshow 3 nicht an. Ab Mottoshow 4 ersetzte Nicole Süßmilch die zurückgetretene Lefeber. In Mottoshow 5 belegten Gracia Baur und Juliette Schoppmann gemeinsam Rang 3. |

|          | Mottoshow 1 Mein Superstar | Mottoshow 2 Lovesongs | Mottoshow 3 Hits 2002 | Mottoshow 4 Musical               | Mottoshow 5 Hits der 80er Jahre | Mottoshow 6 Big Band | Mottoshow 7 Disco / 70er Jahre | Mottoshow 8 Filmmusik | Mottoshow 9 Finale: Lied nach Wahl; Staffel-Highlight; Siegertitel |
| -------- | -------------------------- | --------------------- | --------------------- | --------------------------------- | ------------------------------- | -------------------- | ------------------------------ | --------------------- | ------------------------------------------------------------------ |
| Platz 1  | Judith 39,4 %              | Judith 33,4 %         | Daniel K. 27,4 %      | Gracia 25,2 %                     | Daniel K. 38,5 %                | Daniel K. 35,8 %     | Alexander 36,9 %               | Alexander 40,5 %      | Alexander 70,1 %                                                   |
| Platz 2  | Daniel K. 24,7 %           | Daniel K. 28,2 %      | Juliette 18,3 %       | Daniel K. 21,1 %                  | Alexander 21,2 %                | Alexander 24,9 %     | Juliette 28,1 %                | Juliette 32,0 %       | Juliette 29,9 %                                                    |
| Platz 3  | Juliette 9,8 %             | Vanessa 7,8 %         | Alexander 17,6 %      | Nicole 16,0 % (Ersatz für Judith) | Gracia 13,5 %                   | Juliette 15,0 %      | Daniel K. 24,4 %               | Daniel K. 27,5 %      |                                                                    |
| Platz 3  | Juliette 9,8 %             | Vanessa 7,8 %         | Alexander 17,6 %      | Nicole 16,0 % (Ersatz für Judith) | Juliette 13,5 %                 | Juliette 15,0 %      | Daniel K. 24,4 %               | Daniel K. 27,5 %      |                                                                    |
| Platz 4  | Alexander 8,1 %            | Juliette 7,4 %        | Daniel L. 12,1 %      | Alexander 15,2 %                  | –                               | Vanessa 12,3 %       | Vanessa 10,6 %                 |                       |                                                                    |
| Platz 5  | Vanessa 6,1 %              | Alexander 6,2 %       | Vanessa 9,3 %         | Vanessa 9,2 %                     | Vanessa 7,2 %                   | Gracia 12,0 %        |                                |                       |                                                                    |
| Platz 6  | Daniel L. 4,4 %            | Gracia 5,5 %          | Gracia 8,5 %          | Juliette 7,0 %                    | Nicole 6,0 %                    |                      |                                |                       |                                                                    |
| Platz 7  | Nektarios 2,1 %            | Nektarios 5,2 %       | Nektarios 6,7 %       | Daniel L. 6,4 %                   |                                 |                      |                                |                       |                                                                    |
| Platz 8  | Andrea 2,0 %               | Daniel L. 4,2 %       | Judith (Rücktritt)    |                                   |                                 |                      |                                |                       |                                                                    |
| Platz 9  | Gracia 1,9 %               | Andrea 2,2 %          |                       |                                   |                                 |                      |                                |                       |                                                                    |
| Platz 10 | Stephanie 1,5 %            |                       |                       |                                   |                                 |                      |                                |                       |                                                                    |

### Erste Mottoshow
Die erste Mottoshow hatte den Titel Mein Superstar und fand am 21. Dezember 2002 statt. Ausgeschieden ist Stephanie Brauckmeyer.
|  | Startnr. | Name                  | Interpret, Lied                                              | Bemerkung     | Platzierung |
|  | -------- | --------------------- | ------------------------------------------------------------ | ------------- | ----------- |
|  | 01       | Juliette Schoppmann   | Whitney Houston – I Wanna Dance with Somebody (Who Loves Me) | weiter        | 3 (9,8 %)   |
|  | 02       | Nektarios Bamiatzis   | Mr. Big – To Be with You                                     | weiter        | 7 (2,1 %)   |
|  | 03       | Vanessa Struhler      | Christina Milian – When You Look at Me                       | weiter        | 5 (6,1 %)   |
|  | 04       | Gracia Baur           | Donna Summer – She Works Hard for the Money                  | weiter        | 9 (1,9 %)   |
|  | 05       | Daniel Lopes          | Ricky Martin – Livin’ la vida loca                           | weiter        | 6 (6,0 %)   |
|  | 06       | Judith Lefeber        | Whitney Houston – One Moment in Time                         | weiter        | 1 (39,4 %)  |
|  | 07       | Alexander Klaws       | The Police – Every Breath You Take                           | weiter        | 4 (8,1 %)   |
|  | 08       | Stephanie Brauckmeyer | Aretha Franklin – Say a Little Prayer                        | ausgeschieden | 10 (1,5 %)  |
|  | 09       | Andrea Josten         | Anastacia – I’m Outta Love                                   | weiter        | 8 (2,0 %)   |
|  | 10       | Daniel Küblböck       | Phil Collins – Another Day in Paradise                       | weiter        | 2 (24,7 %)  |

### Zweite Mottoshow
Die zweite Mottoshow Lovesongs fand am 28. Dezember 2002 statt. Andrea Josten bekam die wenigsten Anrufe.
|  | Startnr. | Name                | Interpret, Lied                           | Bemerkung     | Platzierung |
|  | -------- | ------------------- | ----------------------------------------- | ------------- | ----------- |
|  | 01       | Daniel Lopes        | George Michael – Careless Whisper         | weiter        | 8 (4,2 %)   |
|  | 02       | Andrea Josten       | Mariah Carey – I Still Believe            | ausgeschieden | 9 (2,2 %)   |
|  | 03       | Nektarios Bamiatzis | Seal – Kiss from a Rose                   | weiter        | 7 (5,2 %)   |
|  | 04       | Gracia Baur         | Faith Hill – There You’ll Be              | weiter        | 6 (5,5 %)   |
|  | 05       | Juliette Schoppmann | Harry Nilsson – Without You               | weiter        | 4 (7,4 %)   |
|  | 06       | Alexander Klaws     | Lionel Richie – Hello                     | weiter        | 5 (6,2 %)   |
|  | 07       | Vanessa Struhler    | Vanessa Williams – Save the Best for Last | weiter        | 3 (7,8 %)   |
|  | 08       | Daniel Küblböck     | The Righteous Brothers – Unchained Melody | weiter        | 2 (28,2 %)  |
|  | 09       | Judith Lefeber      | Céline Dion – Think Twice                 | weiter        | 1 (33,4 %)  |

### Dritte Mottoshow
Die dritte Mottoshow mit dem Titel Hits 2002 fand am 4. Januar 2003 statt.
Kurz vor der Sendung gab Kandidatin Judith Lefeber ihren freiwilligen Rücktritt bekannt. Trotzdem musste am Ende der Sendung Nektarios Bamiatzis den Wettbewerb verlassen.
|  | Startnr. | Name                | Interpret, Lied                         | Bemerkung           | Platzierung |
|  | -------- | ------------------- | --------------------------------------- | ------------------- | ----------- |
|  | 01       | Vanessa Struhler    | Jennifer Lopez – I’m Gonna Be Alright   | weiter              | 5 (9,3 %)   |
|  | 02       | Alexander Klaws     | Ronan Keating – If Tomorrow Never Comes | weiter              | 3 (17,6 %)  |
|  | 03       | Gracia Baur         | Kate Winslet – What If                  | weiter              | 6 (8,5 %)   |
|  | 04       | Nektarios Bamiatzis | Xavier Naidoo – Bevor du gehst          | ausgeschieden       | 7 (6,7 %)   |
|  | 05       | Daniel Lopes        | Enrique Iglesias – Hero                 | weiter              | 4 (12,1 %)  |
|  | 06       | Daniel Küblböck     | The Flames – Everytime                  | weiter              | 1 (27,4 %)  |
|  | 07       | Juliette Schoppmann | Sarah Connor – From Sarah with Love     | weiter              | 2 (18,3 %)  |
|  | --       | Judith Lefeber      | nicht angetreten                        | freiwillige Aufgabe | 8 (-)       |

### Vierte Mottoshow
Die vierte Mottoshow hatte den Titel Musical und wurde am 11. Januar 2003 ausgestrahlt. Für die zurückgetretene Judith Lefeber rückte Kandidatin Nicole Süßmilch nach. Ausgeschieden ist Daniel Lopes, da er nicht genügend Zuschauer von sich überzeugen konnte.
|  | Startnr. | Name                | Interpret, Lied                       | Bemerkung     | Platzierung |
|  | -------- | ------------------- | ------------------------------------- | ------------- | ----------- |
|  | 01       | Nicole Süßmilch     | Evita – Don’t Cry for Me Argentina    | weiter        | 3 (16,0 %)  |
|  | 02       | Daniel Lopes        | Aladdin – A Whole New World           | ausgeschieden | 7 (6,4 %)   |
|  | 03       | Juliette Schoppmann | Fame – Out Here on My Own             | weiter        | 6 (7,0 %)   |
|  | 04       | Vanessa Struhler    | Moulin Rouge – Lady Marmalade         | weiter        | 5 (9,2 %)   |
|  | 05       | Alexander Klaws     | Starlight Express – Starlight Express | weiter        | 4 (15,2 %)  |
|  | 06       | Daniel Küblböck     | Saturday Night Fever – Tragedy        | weiter        | 2 (21,1 %)  |
|  | 07       | Gracia Baur         | Cats – Memories                       | weiter        | 1 (25,2 %)  |

### Fünfte Mottoshow
Die fünfte Mottoshow Die Hits der 80er fand am 18. Januar 2003 statt und wurde von 10,33 Millionen Zuschauern bei knapp 50 % Marktanteil verfolgt. Nicole Süßmilch bekam die wenigsten Zuschauerstimmen und schied somit aus dem Wettbewerb aus.
|  | Startnr. | Name                | Interpret, Lied                   | Bemerkung     | Platzierung |
|  | -------- | ------------------- | --------------------------------- | ------------- | ----------- |
|  | 01       | Gracia Baur         | Alannah Myles – Black Velvet      | weiter        | 3 (13,5 %)  |
|  | 02       | Vanessa Struhler    | Oleta Adams – Get Here            | weiter        | 5 (7,2 %)   |
|  | 03       | Nicole Süßmilch     | The Bangles – Eternal Flame       | ausgeschieden | 6 (6,0 %)   |
|  | 04       | Alexander Klaws     | Richard Marx – Right Here Waiting | weiter        | 2 (21,2 %)  |
|  | 05       | Juliette Schoppmann | Jennifer Rush – The Power of Love | weiter        | 4 (13,5 %)  |
|  | 06       | Daniel Küblböck     | Nena – 99 Luftballons             | weiter        | 1 (38,5 %)  |

### Sechste Mottoshow
Die sechste Mottoshow vom 1. Februar 2003 stand unter dem Motto Big Band. Kandidatin Gracia Baur hatte an diesem Abend die wenigsten Anrufe und verließ die Sendung unter großem Protest des Studiopublikums.
|  | Startnr. | Name                | Interpret, Lied                       | Bemerkung     | Platzierung |
|  | -------- | ------------------- | ------------------------------------- | ------------- | ----------- |
|  | 01       | Juliette Schoppmann | Shirley Bassey – Big Spender          | weiter        | 3 (15,0 %)  |
|  | 02       | Vanessa Struhler    | Judy Garland – Get Happy              | weiter        | 4 (12,3 %)  |
|  | 03       | Daniel Küblböck     | Frank Sinatra – My Way                | weiter        | 1 (35,8 %)  |
|  | 04       | Gracia Baur         | Ella Fitzgerald – The Lady Is a Tramp | ausgeschieden | 5 (12,0 %)  |
|  | 05       | Alexander Klaws     | Frank Sinatra – Mack the Knife        | weiter        | 2 (24,9 %)  |

### Siebte Mottoshow
Die siebte Mottoshow fand am 8. Februar 2003 statt. Das Motto lautete zum einen Disco und zum anderen Hits der 70er. Vanessa Struhler hatte am Ende des Abends die wenigsten Zuschauerstimmen.
|  | Startnr. | Name                | 1. Interpret, Lied          | 2. Interpret, Lied               | Bemerkung     | Platzierung |
|  | -------- | ------------------- | --------------------------- | -------------------------------- | ------------- | ----------- |
|  | 01       | Daniel Küblböck     | ABBA – Dancing Queen        | Bee Gees – Night Fever           | weiter        | 3 (24,4 %)  |
|  | 02       | Vanessa Struhler    | Boney M. – Sunny            | Tina Charles – I Love to Love    | ausgeschieden | 4 (10,6 %)  |
|  | 03       | Alexander Klaws     | Michael Sembello – Maniac   | Dan Hartman – Relight My Fire    | weiter        | 1 (36,9 %)  |
|  | 04       | Juliette Schoppmann | Irene Cara – What a Feeling | Weather Girls – It’s Raining Men | weiter        | 2 (28,1 %)  |

### Halbfinale
Das Halbfinale fand am 1. März 2003 statt. Das Motto lautete Filmmusik. Alexander Klaws und Juliette Schoppmann wurden von den Zuschauern ins Finale gewählt. Daniel Küblböck hatte somit nicht genug Anrufe bekommen und schied kurz vor dem Finale aus.
|  | Startnr. | Name                | 1. Interpret, Lied                | 2. Interpret, Lied                     | Bemerkung     | Platzierung |
|  | -------- | ------------------- | --------------------------------- | -------------------------------------- | ------------- | ----------- |
|  | 01       | Alexander Klaws     | R. Kelly – I Believe I Can Fly    | Joe Cocker – You Can Leave Your Hat On | weiter        | 1 (40,5 %)  |
|  | 02       | Juliette Schoppmann | Céline Dion – My Heart Will Go On | Gladys Knight – Licence to Kill        | weiter        | 2 (32,0 %)  |
|  | 03       | Daniel Küblböck     | Roy Orbison – Pretty Woman        | Steppenwolf – Born to Be Wild          | ausgeschieden | 3 (27,5 %)  |

### Finale
Am 8. März kämpften Juliette Schoppmann und Alexander Klaws um den Titel Superstar 2003. In der ersten Runde sangen die Kontrahenten ein Lied ihrer Wahl, danach einen Song, den sie bereits in einer Liveshow gesungen haben und in der dritten Runde sang jeder seinen Siegertitel.
Alexander Klaws gewann das Finale der ersten Staffel und wurde somit Superstar 2003.
|  | Startnr. | Name                | 1. Interpret, Lied              | 2. Interpret, Lied               | 3. Interpret, Lied                                           | Bemerkung | Platzierung |
|  | -------- | ------------------- | ------------------------------- | -------------------------------- | ------------------------------------------------------------ | --------- | ----------- |
|  | 01       | Juliette Schoppmann | Mariah Carey – Through the Rain | Weather Girls – It’s Raining Men | Take Me Tonight (Siegertitel, geschrieben von Dieter Bohlen) | 2. Platz  | 2 (29,9 %)  |
|  | 02       | Alexander Klaws     | Robbie Williams – She’s the One | Michael Sembello – Maniac        | Take Me Tonight (Siegertitel, geschrieben von Dieter Bohlen) | Sieger    | 1 (70,1 %)  |